# Mistrzostwa Świata w Hokeju na Lodzie Kobiet 2020/Elita
Mistrzostwa Świata w Hokeju na Lodzie Kobiet Elity 2020 miały odbyć się w dniach 31 marca – 10 kwietnia 2020 w Kanadzie. Jako miasta goszczące najlepsze reprezentacje świata zostały wybrane Halifax i Truro. Do 22. turnieju o złoty medal mistrzostw świata zakwalifikowano 10 narodowych reprezentacji.
Zmagania te ostatecznie odwołano w związku z pandemią COVID-19.